# Agryppa (imię)
Agryppa — imię męskie pochodzenia łacińskiego, zaliczające się do niedużej grupy najstarszych imion rzymskich (imion właściwych, praenomen, por. Marek, Tyberiusz, Tytus), oznaczające "narodzony nóżkami do przodu", z dawniejszego *agro-ped-s (-ped-s skrócone do -ppa) — por. awestyjskie agra- — "pierwszy", sanskryckie agre-pah — "ten który pierwszy pije". Już w okresie klasycznym imię to zaczęło funkcjonować tylko jako przydomek (cognomen). 
Agryppa imieniny obchodzi: 14 listopada.
Znane osoby o nazwisku Agryppa:
- Marek Agrypa
- Agrypa Postumus
- Herod Agryppa I
- Herod Agryppa II
- Jędrzej Agryppa
- Wacław Agryppa